# Andrew Tucker
Andrew Tucker (ur. 25 grudnia 1968) – południowoafrykański piłkarz występujący na pozycji obrońcy.

## Kariera klubowa
Tucker karierę rozpoczynał w zespole Hellenic FC. Grał tam do 1993 roku, a potem przeszedł do Pretoria City. W 1995 roku klub ten zmienił nazwę na Supersport United. W sezonie 1998/1999 Tucker zdobył z nim Puchar Południowej Afryki. W 1999 roku wrócił do Hellenic FC, gdzie w 2001 roku zakończył karierę.

## Kariera reprezentacyjna
W latach 1994–1995 w reprezentacji Południowej Afryki Tucker rozegrał 9 spotkań. W 1996 roku został powołany do kadry na Puchar Narodów Afryki. Nie zagrał jednak na nim w żadnym meczu, a Południowa Afryka została zwycięzcą turnieju.